# Воздушные налёты на Австралию 1942—1943 годов
В период с февраля 1942 года по ноябрь 1943 года во время Тихоокеанской войны Второй мировой войны материковая часть Австралии, внутреннее воздушное пространство, прибрежные острова и прибрежное судоходство подвергались нападениям не менее 97 раз с самолетов ВВС Имперского военно-морского флота Японии и Военно-воздушных сил Имперской японской армии. Эти атаки пришли в различных формах: от крупномасштабных набегов средних бомбардировщиков до торпедных атак на корабли и стрельбы по истребителям.
В результате первого и самого смертоносного нападения 24 февраля было совершено нападение на 242 самолета. Утром 19 февраля 1942 года было убито по меньшей мере 235 человек и нанесен огромный ущерб, в результате чего сотни человек остались без крова.
Этим атакам противостоял личный состав Королевских военно-воздушных сил Австралии, Австралийской армии, Королевского военно-морского флота Австралии, Военно-воздушных сил Соединенных Штатов, Военно-морских сил США, Королевских ВВС Великобритании и Королевской голландской Ост-Индской армии. Воздушные силы ВВС Японии также атаковали гражданскую инфраструктуру, включая порты, гражданские аэродромы, железные дороги и топливные баки. Некоторые мирные жители также были убиты.

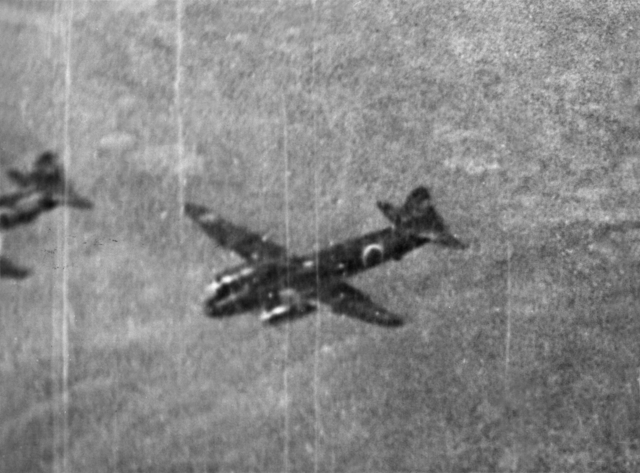
6 июня 1943 года. Снимок с фотоаппарата, сделанный с самолета Спитфайр, которым управлял сержант Бэтчелор из эскадрильи № 457 ВВС США, во время 58-го налета японской авиации на Дарвин.

Хотя основная защита была обеспечена Королевскими военно-воздушными силами Австралии и истребителями союзников, ряд зенитных батарей австралийской армии в северной Австралии также участвовал в борьбе с угрозой воздушных налетов Японии.

## Ранние японские воздушные налёты
Японцы провели серию воздушных налетов на Австралию в феврале и марте 1942 года. Эти набеги были направлены на то, чтобы не позволить союзникам использовать базы в северной Австралии для оспаривания завоевания Голландской Ост-Индии.

### Первый воздушный налёт на Дарвин
Бомбардировка Дарвина 19 февраля 1942 года была одновременно первой и самой крупной атакой, совершенной Японией против материковой Австралии, когда четыре японских авианосца (Акаги, Кага, Хирью и Сурью) выпустили в общей сложности 188 самолётов с позиции в Тиморе. Эти 188 военно-морских самолёта нанесли тяжелый урон Дарвину и потопили восемь кораблей. Рейд, проведенный 54 сухопутными армейскими бомбардировщиками позднее в тот же день, нанес дальнейший ущерб городу и базе ВВС США в Дарвине и привел к уничтожению 20 военных самолётов. Потери союзников составили 235 убитых и от 300 до 400 раненых, большинство из которых были не австралийскими моряками. Было подтверждено, что только четыре японских самолёта были уничтожены защитниками Дарвина.

## 1943 год
2 мая 1943 года — Дарвин.